# Slamaleikoum
 (mai 2024).
La mise en forme du texte ne suit pas les recommandations de Wikipédia : il faut le « wikifier ».
Les points d'amélioration suivants sont les cas les plus fréquents :
- Les titres sont pré-formatés par le logiciel. Ils ne sont ni en capitales, ni en gras.
- Le texte ne doit pas être écrit en capitales (les noms de famille non plus), ni en gras, ni en italique, ni en « petit »…
- Le gras n'est utilisé que pour surligner le titre de l'article dans l'introduction, une seule fois.
- L'italique est rarement utilisé : mots en langue étrangère, titres d'œuvres, noms de bateaux, etc.
- Les citations ne sont pas en italique mais en corps de texte normal. Elles sont entourées par des guillemets français : « et ».
- Les listes à puces sont à éviter, des paragraphes rédigés étant largement préférés. Les tableaux sont à réserver à la présentation de données structurées (résultats, etc.).
- Les appels de note de bas de page (petits chiffres en exposant, introduits par l'outil «  Source ») sont à placer entre la fin de phrase et le point final[comme ça].
- Les liens internes (vers d'autres articles de Wikipédia) sont à choisir avec parcimonie. Créez des liens vers des articles approfondissant le sujet. Les termes génériques sans rapport avec le sujet sont à éviter, ainsi que les répétitions de liens vers un même terme.
- Les liens externes sont à placer uniquement dans une section « Liens externes », à la fin de l'article. Ces liens sont à choisir avec parcimonie suivant les règles définies. Si un lien sert de source à l'article, son insertion dans le texte est à faire par les notes de bas de page.
- La présentation des références doit suivre les conventions bibliographiques. Il est recommandé d'utiliser les modèles {{Ouvrage}}, {{Chapitre}}, {{Article}}, {{Lien web}} et/ou {{Bibliographie}}. Le mode d'édition visuel peut mettre en forme automatiquement les références.
- Insérer une infobox (cadre d'informations à droite) n'est pas obligatoire pour parachever la mise en page.

Pour une aide détaillée, merci de consulter Aide:Wikification.
Si vous pensez que ces points ont été résolus, vous pouvez retirer ce bandeau et améliorer la mise en forme d'un autre article.
Slamaleikoum est une scène slam créée et animée par Jacky Ido, dit John Pucc’Chocolat, et Fabien Marsaud, dit Grand Corps Malade, en 2004 au Café Culturel à Saint-Denis (Seine-Saint-Denis). Plateforme populaire du slam en France dans le début des années 2000, elle est Interrompue en 2011, puis relancée en février 2023 par Jacky Ido à la Scala Paris. Elle se tient désormais chaque 2e lundi du mois au 360 Paris Music Factory à Paris (18e) et ponctuellement dans des salles de la banlieue parisienne et de province.

## Historique
En 2001, Jacky Ido, étudiant en Langues étrangères appliquées (LEA) et en Littérature et civilisation américaine, rencontre le slameur Lynx K à l’Université Paris 8 de Saint-Denis. Ce dernier le convie à assister à une scène slam au Café Culturel de Saint-Denis, tenu par Cristina Lopes, où se produit le poète Nada. Jacky Ido y découvre cet art oratoire né aux États-Unis qui vient de traverser l’Atlantique pour arriver en France. Il se prend de passion pour cette nouvelle expression poétique et se promet de lui consacrer un espace et un rendez-vous régulier. En attendant, il en fait le sujet de son mémoire sur l’oralité et pour le documenter, se met à fréquenter avec son ami Fabien Marsaud les concours et autres scènes slam qui naissent à Paris, dont la Théranga « le bar à palabres » de Mike Sylla, situé rue des Dames dans le 17e arrondissement de Paris. Il y slame pour la première fois et prend alors le pseudonyme de John Pucc’Chocolat. Fabien Marsaud, devenu Grand Corps Malade, forge sa réputation à cette époque-là, ainsi que d’autres slameurs comme Rouda ou Neo Bled.
Quand Nada et Lynx K quittent le Café Culturel, Jacky Ido et Fabien Marsaud reprennent les rênes et impulsent en 2004 les Slamaleikoum, une scène slam ouverte qui répond au principe du rituel : « Un texte dit, un verre offert ». Elle se veut avant tout poétique et accessible à tous, tournée vers l’écoute, la bienveillance et le respect mutuel. C’est un lieu de convivialité où l’on ose dire ses mots pour partager ses rêves, soigner ses maux, sans être jugé. L’idée, rappelle Jacky Ido, est alors aussi de délocaliser le slam parisien, « de faire passer le périphérique au public pour venir se cultiver en banlieue. »
La première a lieu en octobre 2004 et rassemble une trentaine d’auditeurs et de slameurs. Puis, tous les 2e vendredis du mois, le rendez-vous fidélisent des centaines de personnes. À la sortie du premier album de Grand Corps Malade, Midi 20, en 2006, quelque 600 aficionados convergent vers cette scène où prévalent l’amour de la punch line et du texte bien écrit. Une installation extérieure prolonge alors la capacité d’accueil. La même année, Sami Ameziane, dit le Comte de Bouderbala, ami de Jacky Ido et de Fabien Marsaud étudiant aux États-Unis, les invite à produire une scène Slamaleikoum sur le campus de l’Université du Connecticut (UConn).
Devenu réalisateur, et plus tard acteur, Jacky Ido greffe aux Slamaleikoum, tous les premiers vendredis du mois, « La petite projection entre amis », où sont projetés les films de son collectif « La Famille ». Elle est fréquentée par un public dionysien mais aussi parisien, soutenue par le producteur de télévision Alex Berger, proche d’Alain Chabat. Ami Karim, compagnon de route de Jacky Ido et Fabien Marsaud, assure l’alternance quand les deux, devenus artistes internationaux, vaquent à leurs tournages et concerts respectifs. En 2011, Slamaleikoum referme la parenthèse faute de subventions.
Cette scène a permis à de nombreux slameurs d’acquérir la confiance nécessaire pour écrire, de s’avouer artiste, de s’investir dans le monde du théâtre, du stand-up, de devenir professeur. Ils s’y sont, entre autres, produits ou l’ont soutenue : l’Octogêneur, Tata Milouda, Fantazio, Agnès Jaoui, Renaud, S Petit Nico (Nicolas Séguy), Sancho, Gaël Faye, Julie Lamiré, l’agent Scully (Catherine Dupré), le Petit Robert, Sab, Plume, Fleur, Murder, Nëggus...
En février 2023, Jacky Ido relance Slamaleikoum à la Scala Paris, en aparté de la pièce Bérénice de Jean Racine, mise en scène par Muriel Mayette-Holtz, où il tient le rôle d’Antiochus. Carole Bouquet, sa partenaire sur les planches, fervente adepte de slam, participe à cette renaissance. La même année, Jacky Ido enregistre son premier album où figure le titre Slamaleikoum, produit par Éric Tarral, qui conte l’aventure de cette scène. Aujourd’hui, Slamaleikoum, toujours emmené par Jacky Ido, se tient chaque 2e lundi du mois au 360 Music Paris Factory à Paris (18e) mais aussi de manière ponctuelle au Café de la Pêche à Montreuil, à la Ligne 13 à Saint-Denis, à la Cuisine du Théâtre National de Nice,,,,.